# 鬼魔あづさ
鬼魔 あづさ（きま あづさ）は、漫画家。新潟県出身。『漫画ホットミルク』でデビュー。
代表作『夜の燈火と日向のにおい』以外は成人向け漫画作品だが、叙情的な作風は共通している。

## 作品リスト
1. 『おじさん以上恋人未満』 1994年9月発売、白夜書房〈ホットミルクコミックス〉、ISBN 4-89367-433-1
  - 『おじさん以上恋人未満』 1995年10月発売、コアマガジン〈ホットミルクコミックス〉、ISBN 4-87734-035-1
  - 『おじさん以上恋人未満』 1999年10月21日発売[1]、コアマガジン〈ホットミルクコミックスEX02〉、ISBN 4-87734-305-9
    - 収録作品：「Short cuircuit reaction」 - 第9回ペンギン大賞佳作受賞作として『COMICペンギンクラブ』（辰巳出版）掲載
2. 『夕暮れにさんぽ』 1995年10月発売、コアマガジン〈ホットミルクコミックス〉、ISBN 4-87734-033-5
  - 『夕暮れにさんぽ』 2000年9月発売、コアマガジン〈ホットミルクコミックスEX〉、ISBN 4-87734-390-3
3. 『ひなたぼっこ』 1996年5月発売、コアマガジン〈ホットミルクコミックス〉、ISBN 4-87734-059-9
4. 『夜の燈火と日向のにおい』 少年画報社〈ヤングキングコミックス〉、『ヤングキングアワーズ』連載、全8巻
  1. 1997年6月発売、ISBN 4-7859-1580-3
  2. 1998年4月発売、ISBN 4-7859-1837-3
  3. 1999年5月発売、ISBN 4-7859-1916-7
  4. 1999年12月発売、ISBN 4-7859-1962-0
  5. 2000年12月発売、ISBN 4-7859-2052-1
  6. 2001年12月発売、ISBN 4-7859-2153-6
  7. 2002年12月発売、ISBN 4-7859-2266-4
  8. 2003年10月発売、ISBN 4-7859-2362-8
5. 『あのこ』 2000年8月発売、シュベール出版〈零式コミックス〉、『Comic零式』連載、ISBN 4-88332-204-1
6. 『おじさん以上恋愛未満2』 2001年1月23日発売[1]、コアマガジン〈ホットミルクコミックス〉、ISBN 4-87734-427-6
  - 『おじさん以上恋愛未満2』 2002年8月10日発売[1]、コアマガジン〈ホットミルクコミックスEX21〉、ISBN 4-87734-571-X
7. 『あのこと僕の青い空』 2004年5月10日発売[2]、大都社〈ダイトコミックス〉、ISBN 4-88653-815-0
  - 『あのこと僕と青い空』 大都社 / 少年画報社〈少年画報社ヒストリーズ〉、ASIN B073HWNVHB ※電子書籍

『あのこ』『あのことボクの青い空』の再発版
8. 『たまご -いしのたまご-』 2005年4月5日発売[1]、コアマガジン〈ホットミルクコミックス192〉、『漫画ばんがいち』連載、ISBN 4-87734-829-8
9. 『アレお祓いします?』 2007年2月10日発売[1]、コアマガジン〈ホットミルクコミックス232〉、ISBN 978-4-86252-123-1

- 『みてぐら』 一迅社『月刊ComicREX』連載、単行本未刊